# 1839 en philosophie
Chronologie de la philosophie
- 1835
- 1836
- 1837
- 1838
- 1839
- 1840
- 1841
- 1842
- 1843

L’année 1839 a été marquée, en philosophie, par les événements suivants :

## Publications
- Ludwig Feuerbach publie dans la revue Hallische Jahrbücher un article sur la Contribution à la critique de la philosophie hégélienne qui marque sa rupture avec ce courant de pensée.

## Naissances
- 10 décembre : Henri Joly, philosophe et sociologue français, mort en 1925.

## Décès
- 11 mai : Thomas Cooper (né le 22 octobre 1759) était un philosophe politique, un adepte du courant matérialiste et un professeur américain. Bien qu'il ne soit pas très connu au XXIe siècle, ses idées pesèrent dans la vie politique de l'époque. Plusieurs critiques du courant matérialiste se sont penchés sur ses écrits au XVIIIe siècle, et le prirent à partie bien plus qu'à l'encontre du célèbre Joseph Priestley.